# Chiesa di San Giacomo (Liegi)

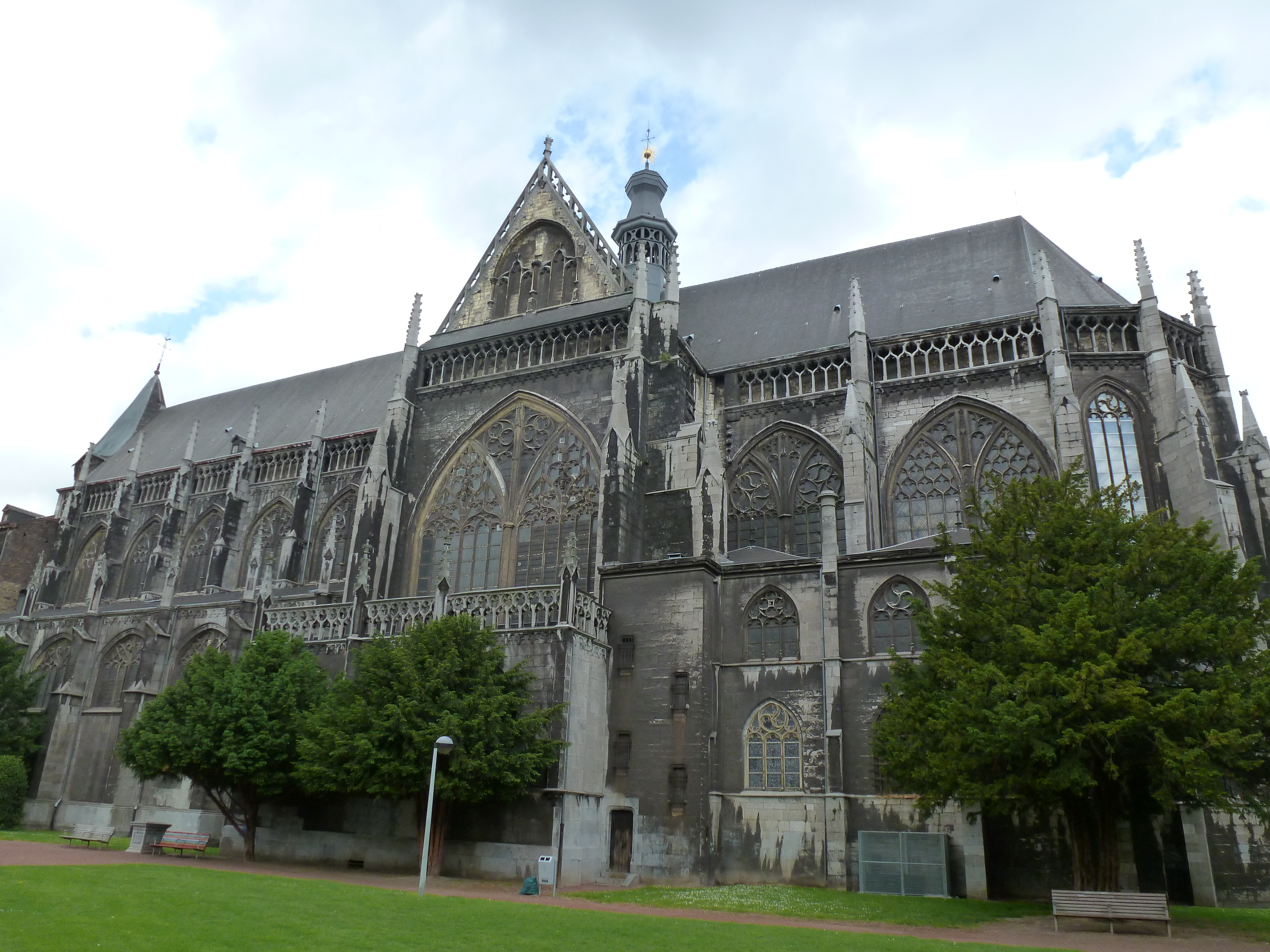
Liegi: la chiesa di San Giacomo

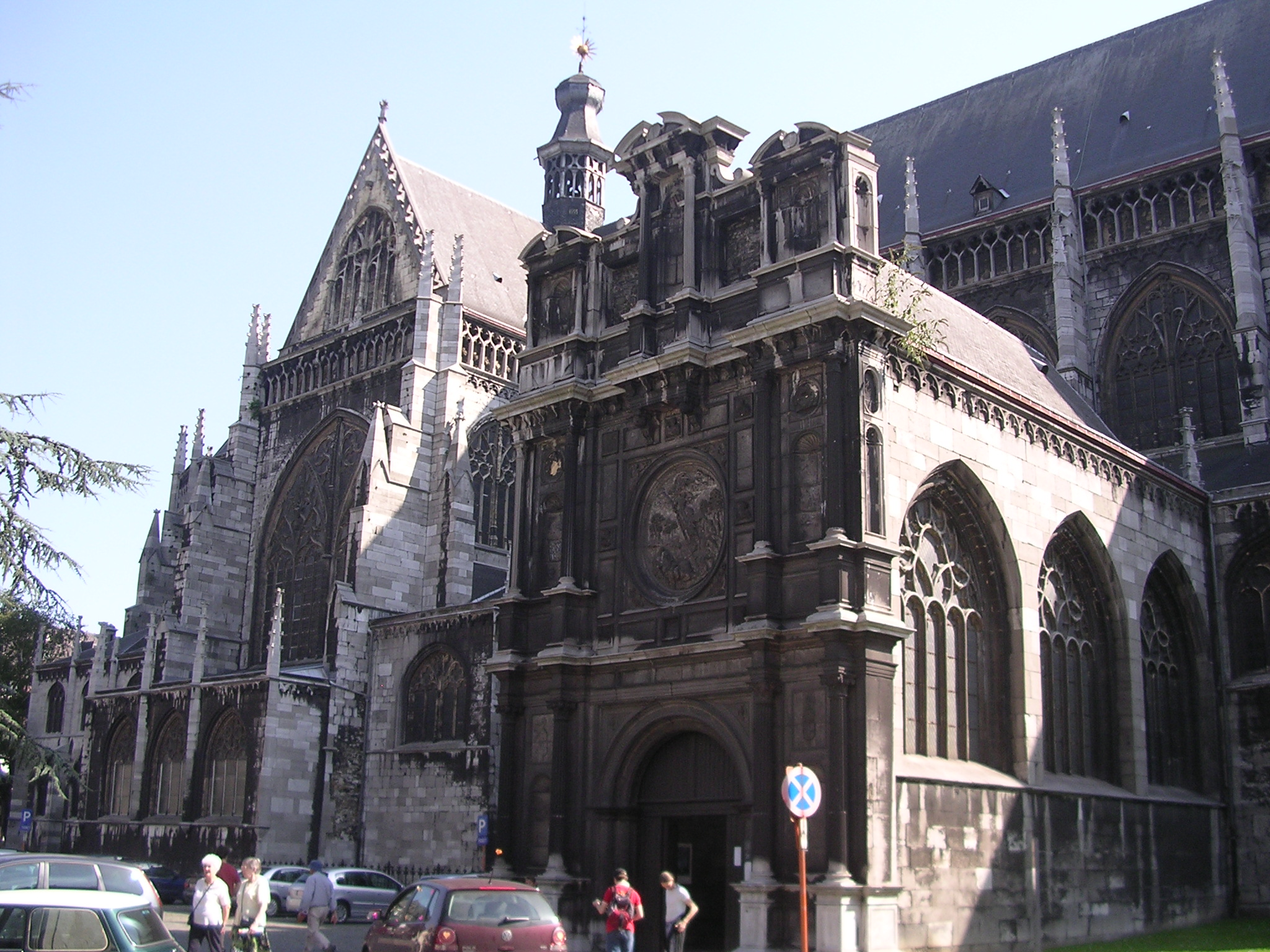
Facciata della chiesa

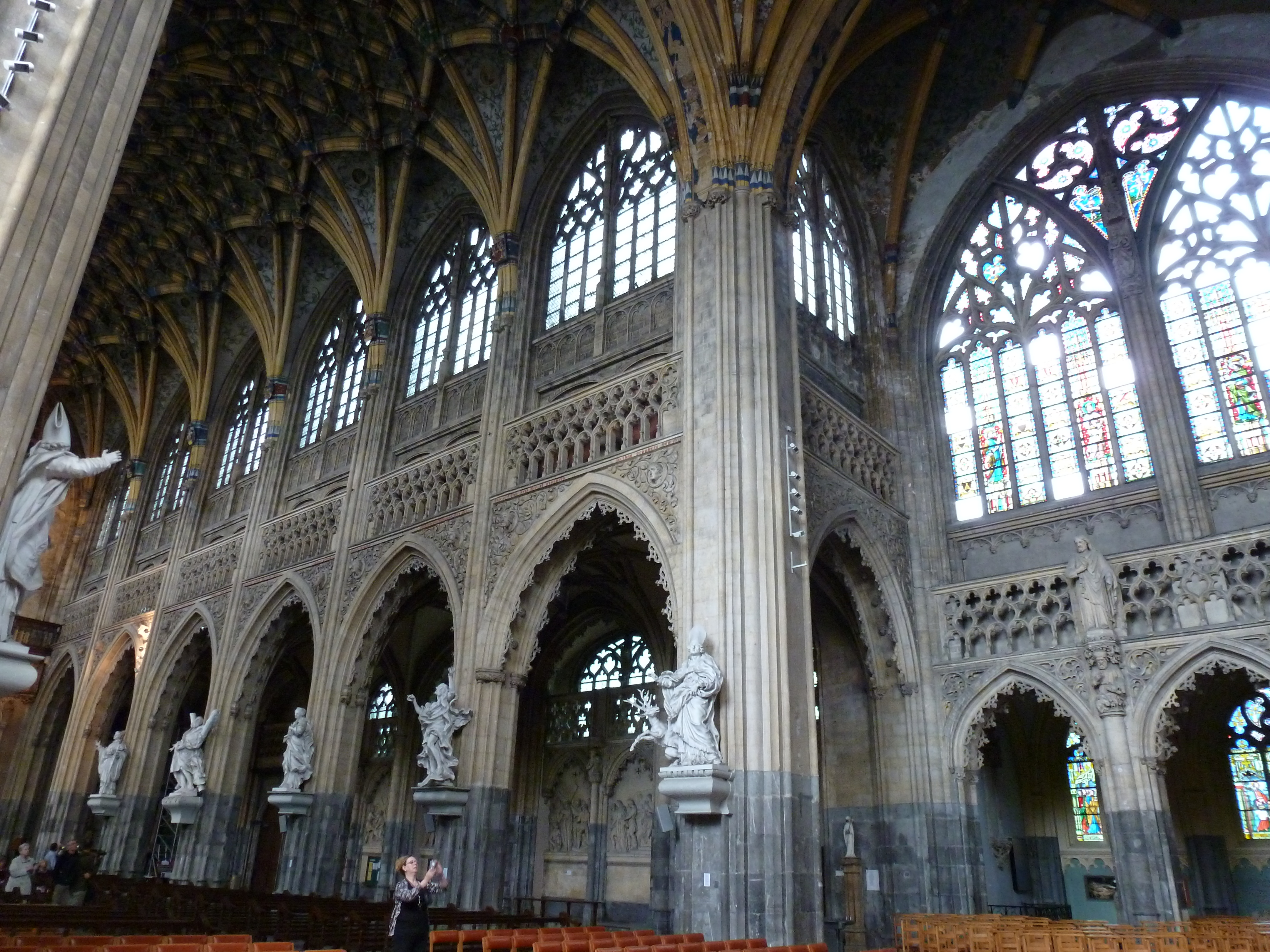
Navata della chiesa

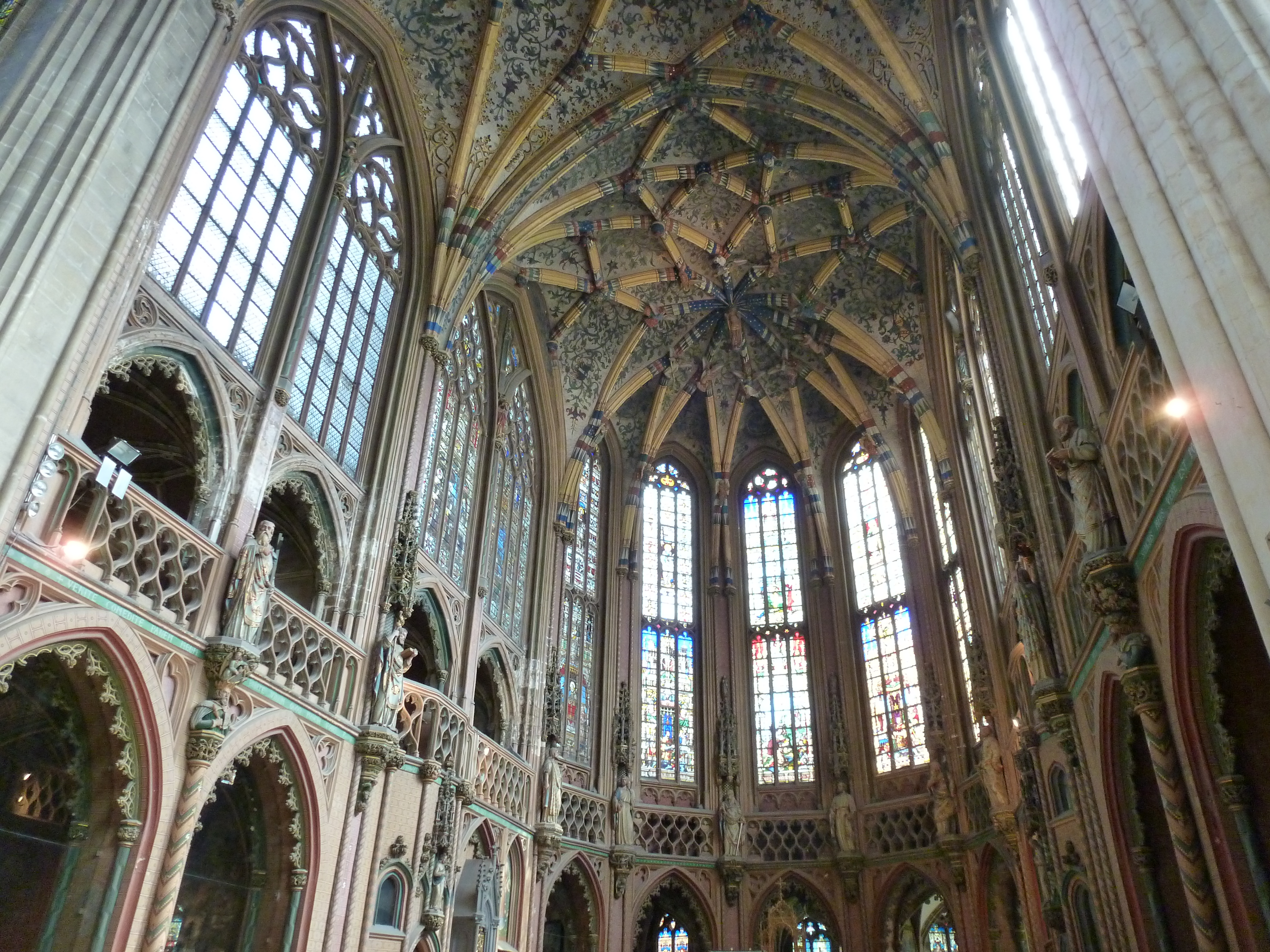
Il coro

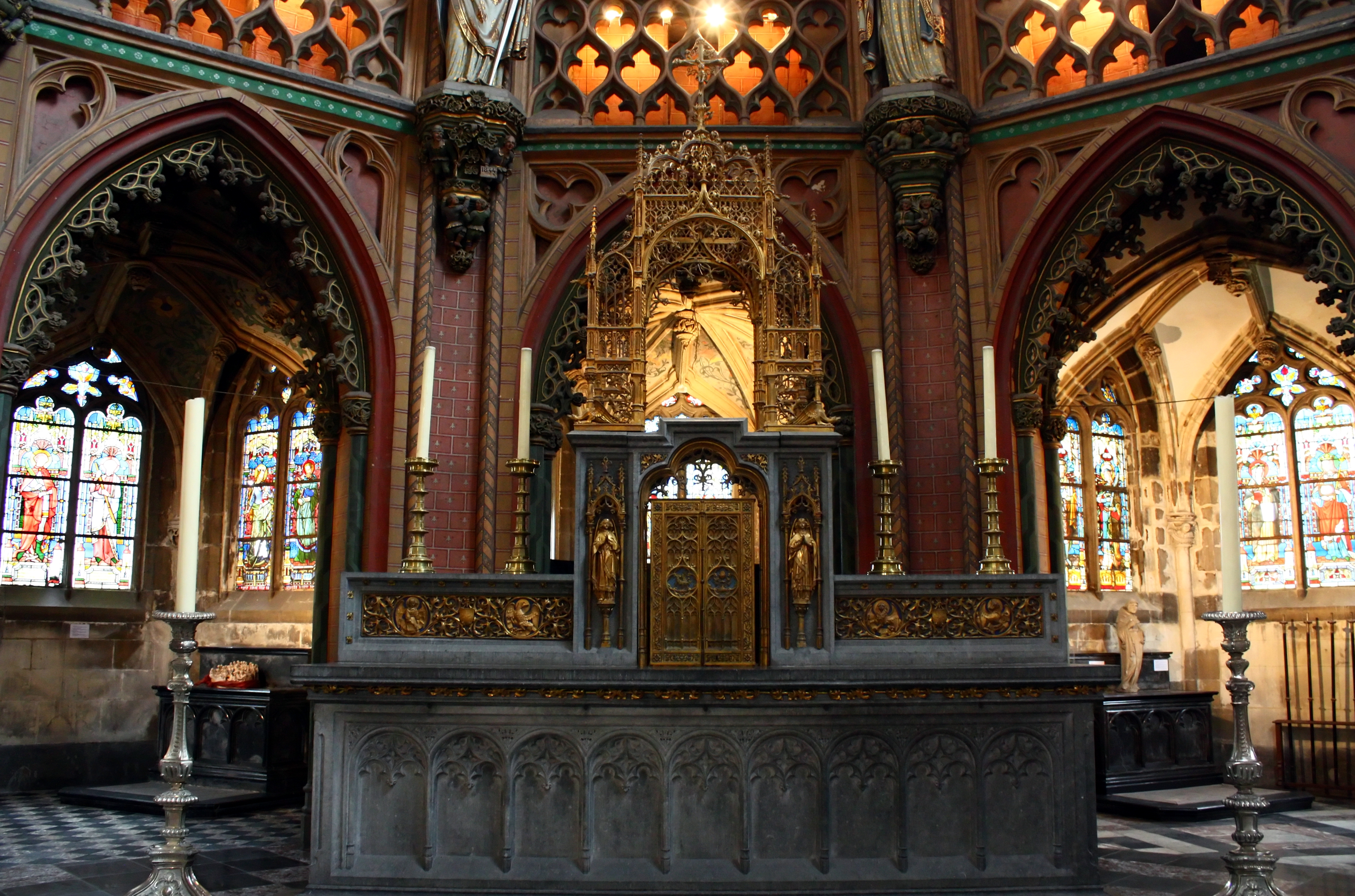
L'altare della chiesa

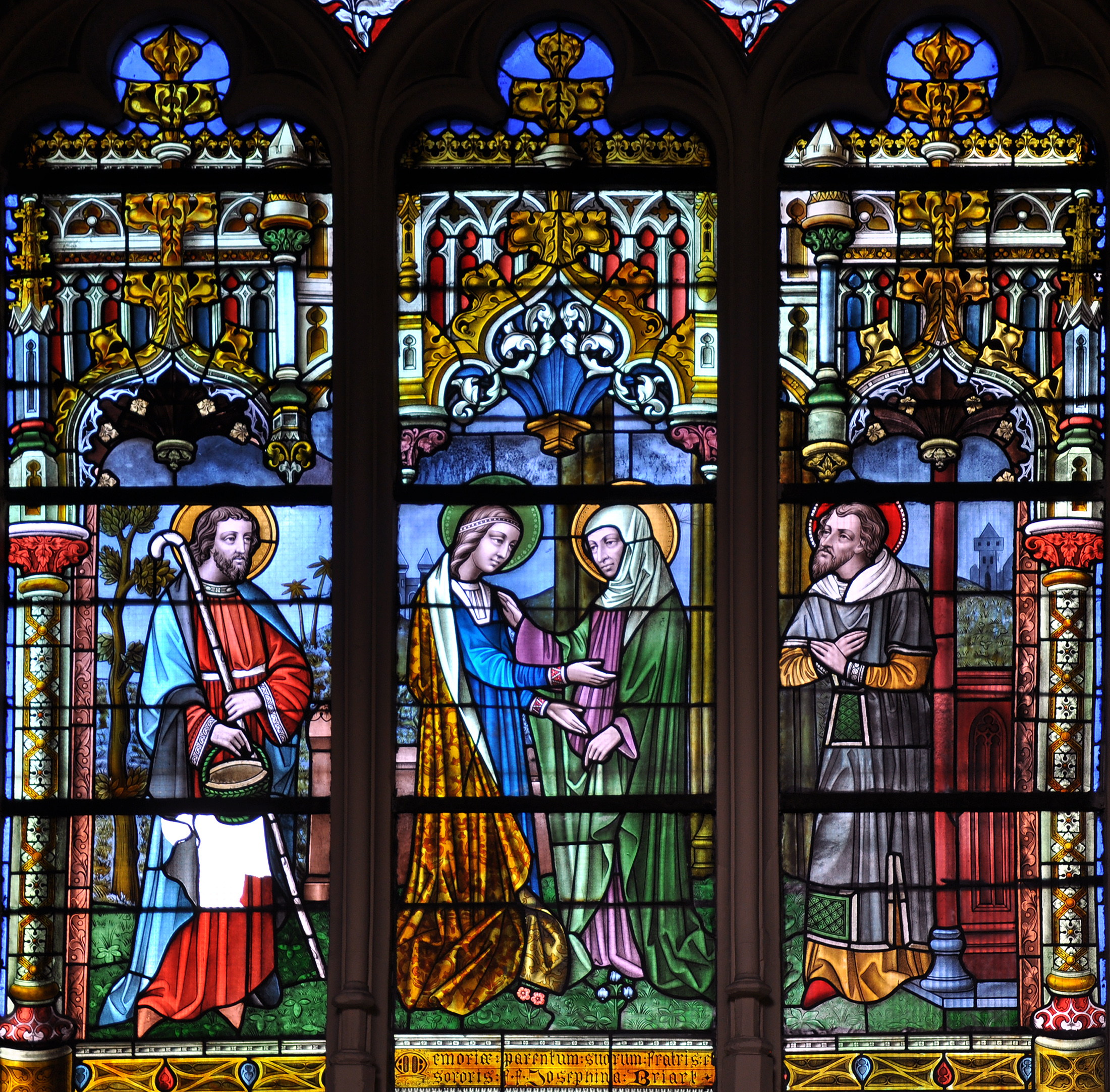
Una delle vetrate della chiesa

La chiesa di San Giacomo Minore (in francese: Église Saint-Jacques-le-Mineur) è uno storico edificio religioso di Liegi, in Belgio: eretta nel 1015 ca. come abbazia benedettina in stile romanico e ricostruita in stile gotico nel XVI secolo, fu trasformata in chiesa parrocchiale nel 1803.

## Storia
L'ex-abbazia benedettina fu fondata intorno al 1015 dal vescovo Balderico II. Secondo quanto riportato in una cripta del coro, la data di fondazione sarebbe il 27 aprile 1016 (25 aprile 1015, secondo un'altra fonte), anche se Sigiberto di Gembloix indica il 1014.
L'edificio originario, costruito secondo il tipico stile mosano del XII secolo, misurava 50 metri in lunghezza e 20 metri in larghezza.
Nel 1019, l'imperatore Enrico II trascorse la Quaresima nell'abbazia.
Qualche anno dopo, Olberto, abate di Gembloux, vi fondò una comunità di monaci benedettini.
Il 24 agosto 1030, l'abbazia fu consacrata dal vescovo Reginaldo ed intitolata a San Giacomo. Nel 1052, vi alloggiavano 25 religiosi.
Il 14 luglio 1048, muore nell'abbazia l'abate Olberto.
Nel 1333 l'abbazia ricevette la visita del Petrarca.
L'originaria abbazia romanica fu ricostruita in stile gotico intorno a partire dal 1538. Nel 1556 vi fu poi aggiunto da Lambert Lombard un portone rinascimentale..
|  |

Nel 1785, con la secolarizzazione di San Giacomo, l'edificio fu trasformato in collegiata, ma appena 12 anni dopo i rivoluzionari ne ordinarono la chiusura. L'edificio scampò però alla demolizione grazie all'intervento del prefetto Desmousseaux.
In seguito, il 3 marzo 1788, fu messa in vendita la biblioteca dell'ex-abbazia, che contava 1107 volumi.
Nel 1803 l'edificio fu trasformato, come detto, in chiesa parrocchiale.
Nel 1832, l'edificio fu visitato da re Leopoldo II, che ne ordinò il restauro.
Nel 1849, la vetrata meridionale del transetto fu gravemente danneggiata da una tromba d'aria.
Nel 1892, fu costruito un portale romano su progetto dell'architetto Van Assche.

## Architettura

### Esterni
Dell'originaria abbazia romanica rimane soltanto una parte nell'ala occidentale.

### Interni
All'interno della chiesa si trovano delle vetrate del XVI secolo donate dalle famiglie Hornes e La Marck.